# Hualapai
Ne doit pas être confondu avec Walapai.

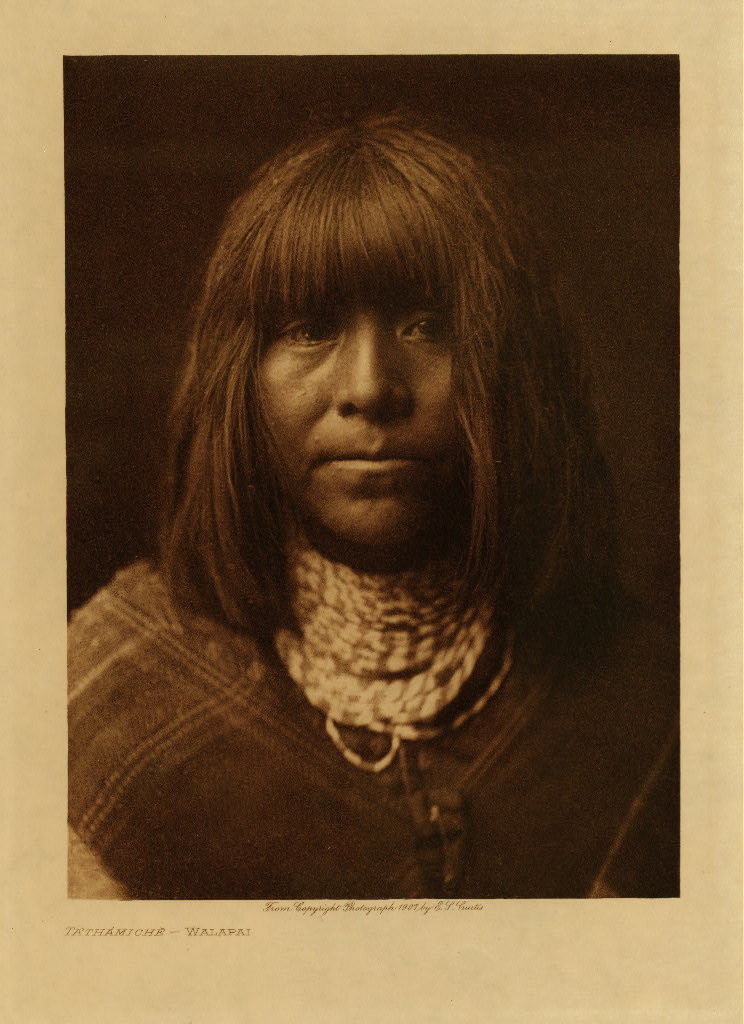
Ta'thamiche, un Hualapai, photographié par Edward Curtis en 1907.

Les Hualapai (ou Walapai, prononcer [walapaɪ]) sont un peuple amérindien reconnu par le gouvernement fédéral des États-Unis, vivant en Arizona. Leur population est d'environ 2.300 membres. 
Environ 1.360 d'entre eux résident dans la réserve Hualapai qui s'étend sur les cantons du Nord Arizona (Coconino, Yavapai et Mohave).
Leur nom Hualapaï signifie "peuple des grands pins", il vient de 'hwa:l', le mot Hualapai pour le pin ponderosa et 'pai' "peuple". Leur territoire traditionnel  couvre une bande de 174 km de long le long des forêts de pins sur la rive sud du  Grand Canyon du Colorado. Leur capitale est la ville de Peach Springs. La réserve abrite aussi d'autres villages, tels que Valentine et Grand Canyon West.
Ils exploitent d'ailleurs une partie des droits d'entrée du tourisme dans le Grand Canyon, notamment la passerelle inaugurée en 2007 avec l'aide de l'entrepreneur David Jin, opérateur touristique tourné vers les visiteurs chinois, décédé en 2013.